# Lutzenberg
Lutzenberg (schweizertyska: Lutzebërg) är en kommun i kantonen Appenzell Ausserrhoden i Schweiz. Kommunen har 1 332 invånare (2023).
Kommunen består av två åtskilda områden. I det västra området ligger orten Wienacht-Tobel. I det östra området ligger bland annat byarna Haufen, Hof och Brenden.